# Cupressus bakeri
Cupressus bakeri är en cypressväxtart som beskrevs av Jeps.. Cupressus bakeri ingår i släktet cypresser, och familjen cypressväxter. IUCN kategoriserar arten globalt som sårbar. Inga underarter finns listade i Catalogue of Life.

## Bildgalleri

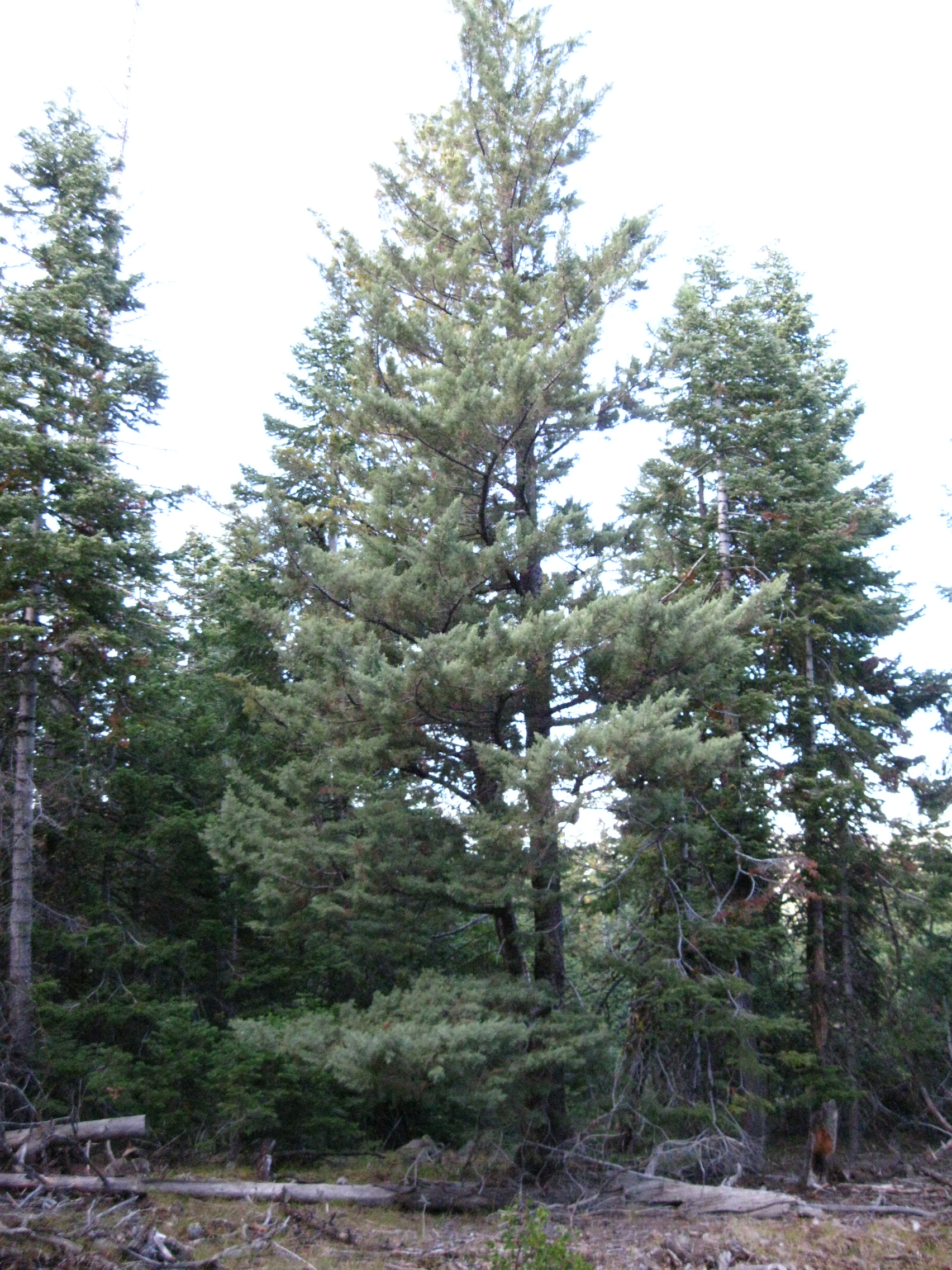
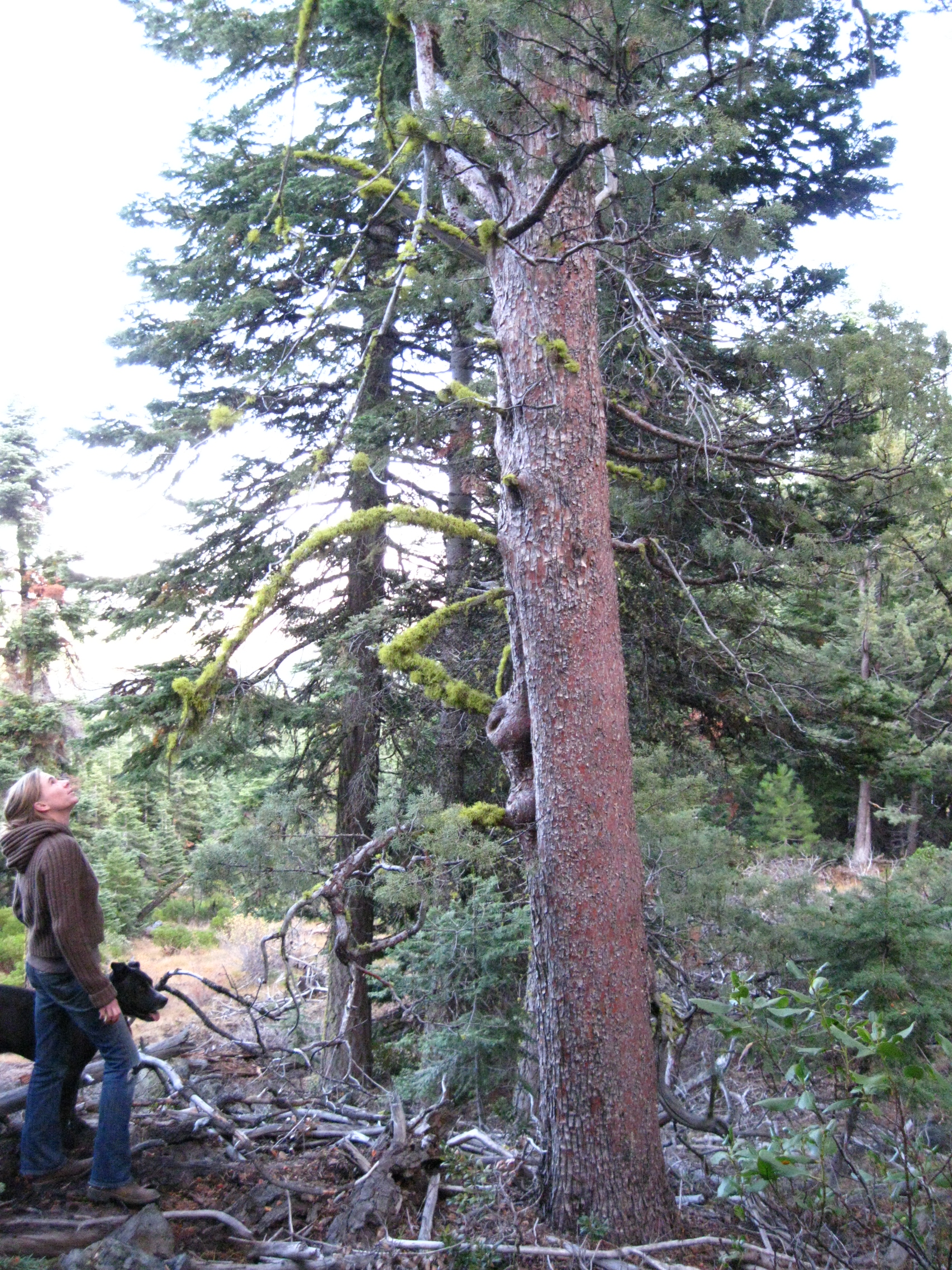
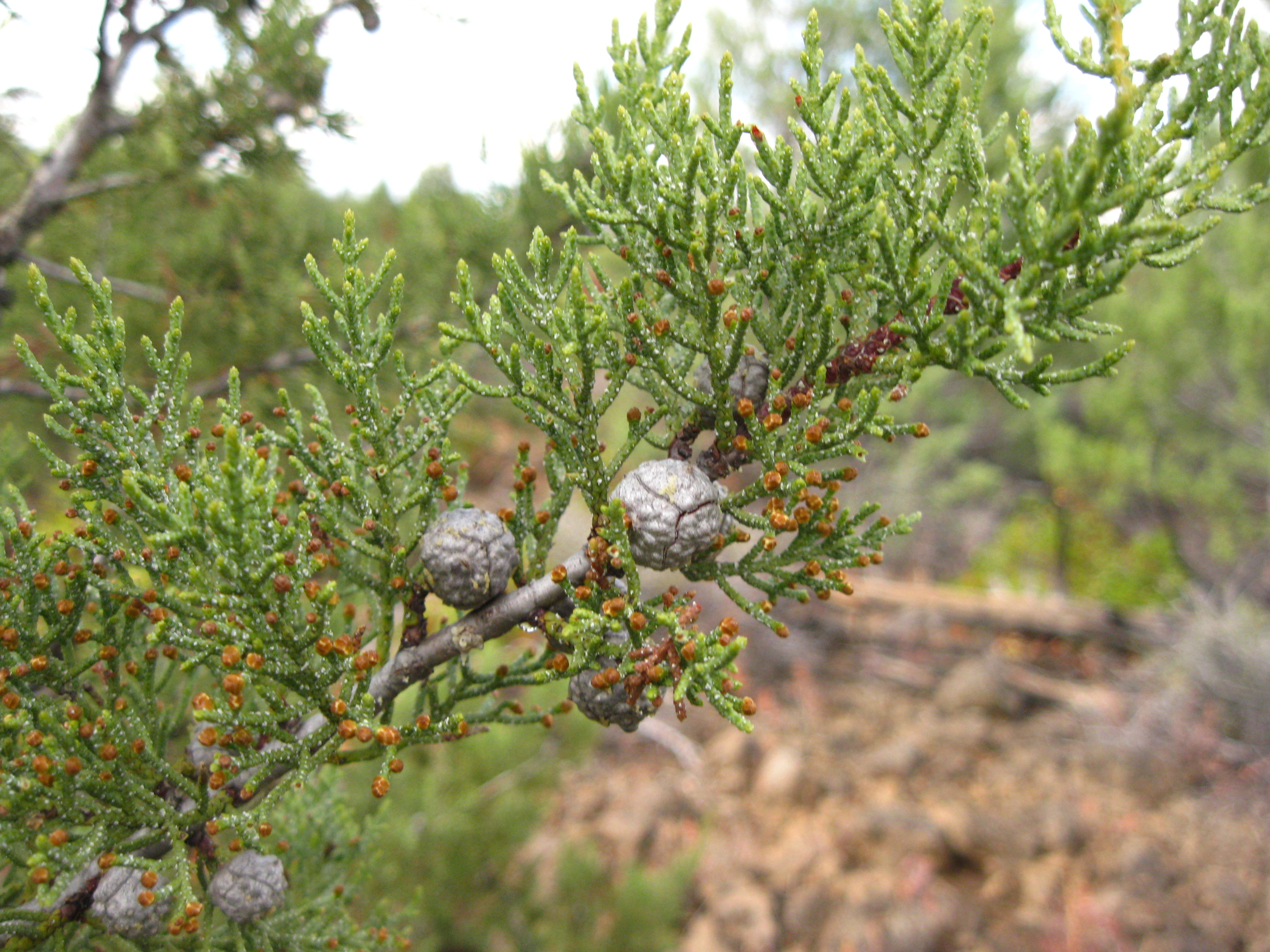